# Microceratus gobiensis
Microceratus gobiensis es la única especie conocida del género dudoso extinto Microceratus (gr. "pequeño cuerno") de dinosaurio ornitisquio ceratopsiano, que vivió a finales del período Cretácico, hace 90 millones de años durante el Turoniense en lo que es hoy Asia. La especie tipo fue descrita por Bohlin en 1953, a partir de fósiles que se han encontrado en lugares como Mongolia Interior y Gansu, China, bajo el nombre Microceratops gobiensis, pero el nombre genérico había sido utilizado ya en la designación de un insecto, una avispa ichneumon de la subfamilia Gelinae. El nuevo nombre dado en 2008 por Mateus fue el de Microceratus, aunque mucho del material fósil ha sido reasignado al género Graciliceratops, por lo que Microceratus se considera como dudoso. Una segunda especie, M, sulcidens, Bohlin, 1953, es considerada sinónimo de M. gobiensis. Era el enano de la familia, pero esbelto, ligero y rápido. Caminaba sobre dos piernas, tenía brazos delanteros cortos, un característico volante ceratopsiano y una boca con forma de pico, y medía alrededor 0,6 metros de largo. Fue uno de los primeros ceratopsianos, o dinosaurios con cuernos, junto con Psittacosaurus en Mongolia. Microceratus pertenecía a Ceratopsia, un grupo de dinosaurios herbívoros con picos similares a loros que prosperaron en América del Norte y Asia durante el período Cretácico, que terminó hace aproximadamente 66 millones de años. Todos los ceratopsios se extinguieron al final de esta era. Microceratus, como todos los ceratopsios, era un herbívoro . Durante el Cretácico, las plantas con flores estaban "geográficamente limitadas en el paisaje", por lo que es probable que este dinosaurio se alimentara de las plantas predominantes de la época, helechos, cícadas y coníferas. Habría usado su pico ceratopsiano para morder las hojas o agujas.